# EPrix de Miami 2015
GP précédent GP suivant
L'ePrix de Miami 2015 (2015 FIA Formula E Miami ePrix), disputé le 14 mars 2015 sur le circuit urbain de Biscayne Bay, est la cinquième manche de l'histoire du championnat de Formule E FIA. Il s'agit de la première édition de l'ePrix de Miami comptant pour le championnat de Formule E et de la cinquième manche du championnat 2014-2015.

## Essais libres
En raison d'une tempête survenue la veille de l'épreuve, une seule séance d'essais libres est organisée.
| Pos. | Pilote          | Voiture         | Chrono         | Écart     |
| ---- | --------------- | --------------- | -------------- | --------- |
| 1    | Sam Bird        | Virgin Racing   | 1 min 06 s 588 |           |
| 2    | Karun Chandhok  | Mahindra Racing | 1 min 06 s 689 | + 0 s 547 |
| 3    | Lucas di Grassi | Audi Sport ABT  | 1 min 06 s 909 | + 0 s 321 |
| 4    | Scott Speed     | Andretti        | 1 min 07 s 265 | + 0 s 677 |
| 5    | Daniel Abt      | Audi Sport ABT  | 1 min 07 s 414 | + 0 s 826 |
| 6    | Nick Heidfeld   | Venturi         | 1 min 07 s 446 | + 0 s 858 |

## Qualifications
| Pos. | Pilote                 | Écurie          | Chrono         | Écart     | Grille |
| ---- | ---------------------- | --------------- | -------------- | --------- | ------ |
| 1    | Jean-Éric Vergne       | Andretti        | 1 min 05 s 953 |           | 1      |
| 2    | Nelsinho Piquet        | China Racing    | 1 min 06 s 003 | + 0 s 050 | 7      |
| 3    | Nicolas Prost          | e.dams-Renault  | 1 min 06 s 167 | + 0 s 214 | 2      |
| 4    | Sam Bird               | Virgin Racing   | 1 min 06 s 170 | + 0 s 217 | 3      |
| 5    | Daniel Abt             | Audi Sport ABT  | 1 min 06 s 255 | +0 s 302  | 4      |
| 6    | Stéphane Sarrazin      | Venturi         | 1 min 06 s 389 | + 0 s 436 | 5      |
| 7    | Lucas di Grassi        | Audi Sport ABT  | 1 min 06 s 424 | + 0 s 471 | 6      |
| 8    | Jérôme d'Ambrosio      | Dragon Racing   | 1 min 06 s 502 | + 0 s 549 | 8      |
| 9    | Jaime Alguersuari      | Virgin Racing   | 1 min 06 s 503 | + 0 s 550 | 9      |
| 10   | Nick Heidfeld          | Venturi         | 1 min 06 s 510 | +0 s 557  | 19     |
| 11   | Scott Speed            | Andretti        | 1 min 06 s 527 | + 0 s 574 | 10     |
| 12   | Vitantonio Liuzzi      | Trulli          | 1 min 06 s 836 | + 0 s 883 | 11     |
| 13   | Salvador Durán         | Amlin Aguri     | 1 min 06 s 888 | + 0 s 935 | 12     |
| 14   | Sébastien Buemi        | e.dams-Renault  | 1 min 07 s 037 | + 1 s 084 | 13     |
| 15   | Jarno Trulli           | Trulli          | 1 min 07 s 163 | + 1 s 210 | 14     |
| 16   | Karun Chandhok         | Mahindra Racing | 1 min 07 s 223 | + 1 s 270 | 20     |
| 17   | Bruno Senna            | Mahindra Racing | 1 min 07 s 283 | + 1 s 330 | 15     |
| 18   | António Félix da Costa | Amlin Aguri     | 1 min 07 s 678 | + 1 s 725 | 16     |
| 19   | Charles Pic            | China Racing    | 1 min 08 s 243 | + 2 s 290 | 17     |
| 20   | Loïc Duval             | Dragon Racing   | 1 min 09 s 454 | + 3 s 501 | 18     |

- Nelsinho Piquet a écopé de cinq places de pénalité sur la grille de cinq places pour excès de vitesse sous les drapeaux jaunes lors de l'ePrix précédent.
- Nick Heidfeld et Karun Chandhok sont exclus des qualifications pour avoir dépassé la limite de puissance électrique autorisée.

## Course

### Classement
| Pos. | no | Pilote                 | Écurie          | Tours | Temps/Abandon    | Grille | Points |
| ---- | -- | ---------------------- | --------------- | ----- | ---------------- | ------ | ------ |
| 1    | 8  | Nicolas Prost          | e.dams-Renault  | 39    | 46 min 12 s 349  | 2      | 25     |
| 2    | 28 | Scott Speed            | Andretti        | 39    | + 0 s 433        | 10     | 18     |
| 3    | 66 | Daniel Abt             | Audi Sport ABT  | 39    | + 5 s 518        | 4      | 15     |
| 4    | 7  | Jérôme d'Ambrosio      | Dragon Racing   | 39    | + 5 s 941        | 8      | 12     |
| 5    | 99 | Nelsinho Piquet        | China Racing    | 39    | + 6 s 426        | 7      | 12     |
| 6    | 55 | António Félix da Costa | Amlin Aguri     | 39    | + 8 s 754        | 16     | 8      |
| 7    | 6  | Loïc Duval             | Dragon Racing   | 39    | + 9 s 498        | 18     | 6      |
| 8    | 2  | Sam Bird               | Virgin Racing   | 39    | + 19 s 817       | 3      | 4      |
| 9    | 11 | Lucas di Grassi        | Audi Sport ABT  | 39    | + 20 s 631       | 6      | 2      |
| 10   | 77 | Salvador Durán         | Amlin Aguri     | 39    | + 24 s 587       | 12     | 1      |
| 11   | 3  | Jaime Alguersuari      | Virgin Racing   | 39    | + 43 s 883       | 9      |        |
| 12   | 23 | Nick Heidfeld          | Venturi         | 39    | + 47 s 878       | 19     |        |
| 13   | 9  | Sébastien Buemi        | e.dams-Renault  | 39    | + 1 min 04 s 587 | 13     |        |
| 14   | 5  | Karun Chandhok         | Mahindra Racing | 39    | + 1 min 23 s 539 | 20     |        |
| 15   | 10 | Jarno Trulli           | Trulli          | 38    | + 1 tour         | 14     |        |
| 16   | 18 | Vitantonio Liuzzi      | Trulli          | 38    | + 1 tour         | 11     |        |
| 17   | 88 | Charles Pic            | China Racing    | 38    | + 1 tour         | 17     |        |
| 18   | 27 | Jean-Éric Vergne       | Andretti        | 37    | + 2 tours        | 1      | 3      |
| Abd. | 30 | Stéphane Sarrazin      | Venturi         | 31    | Suspension       | 5      |        |
| Abd. | 21 | Bruno Senna            | Mahindra Racing | 25    | Suspension       | 15     |        |

- Salvador Durán, Jean-Éric Vergne et Bruno Senna ont été désignés par un vote en ligne pour obtenir le fanboost, qui leur permet de bénéficier de 25 kW supplémentaires pendant cinq secondes lors de la course[4].

### Pole position et record du tour
La pole position et le meilleur tour en course rapportent respectivement 3 points et 2 points.
- Pole position :  Jean-Éric Vergne (Andretti) en 1 min 05 s 953.
- Meilleur tour en course :  Nelsinho Piquet (China Racing) en 1 min 07 s 969 au 29e tour.

### Tours en tête
- Jean-Éric Vergne (Andretti) : 18 tours (1-18)
- Sam Bird (Virgin Racing) : 1 tour (19)
- Nelsinho Piquet (China Racing) : 2 tours (20-21)
- Nick Heidfeld (Venturi) : 1 tour (22)
- Daniel Abt (Audi Sport ABT) : 15 tours (23-37)
- Nicolas Prost (e.dams-Renault) : 2 tours (38-39)

## Classements généraux à l'issue de la course
| Pos. | Pilote                 | Points |
| ---- | ---------------------- | ------ |
| 1    | Nicolas Prost          | 67     |
| 2    | Lucas di Grassi        | 60     |
| 3    | Sam Bird               | 52     |
| 4    | Nelsinho Piquet        | 49     |
| 5    | Sébastien Buemi        | 43     |
| 6    | António Félix da Costa | 37     |
| 7    | Jérôme d'Ambrosio      | 34     |
| 8    | Jaime Alguersuari      | 26     |
| 9    | Daniel Abt             | 19     |
| 10   | Franck Montagny        | 18     |
| 11   | Scott Speed            | 18     |
| 12   | Karun Chandhok         | 18     |
| 13   | Bruno Senna            | 18     |
| 14   | Oriol Servià           | 16     |
| 15   | Jean-Éric Vergne       | 14     |
| 16   | Jarno Trulli           | 12     |
| 17   | Charles Pic            | 12     |
| 18   | Loïc Duval             | 6      |
| 19   | Nick Heidfeld          | 5      |
| 20   | Stéphane Sarrazin      | 3      |
| 21   | Takuma Satō            | 2      |
| 22   | Salvador Durán         | 1      |

| Pos. | Écurie                 | Points |
| ---- | ---------------------- | ------ |
| 1    | e.dams-Renault         | 110    |
| 2    | Audi Sport ABT         | 79     |
| 3    | Virgin Racing          | 78     |
| 4    | Andretti Autosport     | 62     |
| 5    | Dragon Racing          | 56     |
| 6    | China Racing           | 49     |
| 7    | Amlin Aguri            | 40     |
| 8    | Mahindra Racing        | 36     |
| 9    | Trulli Formula E Team  | 12     |
| 10   | Venturi Formula E Team | 8      |